# أنديرة لامعة
أنديرة لامعة (الاسم العلمي:Andira nitida) هي نوع من النباتات تتبع جنس الأنديرة من الفصيلة البقولية.